# Real Avilés Club de Fútbol
Il Real Avilés Club de Fútbol è una squadra di calcio della città spagnola d'Avilés in Asturie. Fondato nel 1903, risulta essere la squadra di calcio più antica di questa regione. Attualmente partecipa alla Segunda División RFEF, quarto livello del calcio spagnolo.

## Storia
Nel 1903 fu fondato con il nome di Avilés Sport Club (primo club di calcio della città). Il 17 ottobre 1906 avviene una fusione con la Sociedad Obrera Industrial, prendendo il nome di Círculo de Recreo y Sport.
Nel 1915 fu creato lo Stadium Avilesino, che nel 1919 assorbì tutte le squadre esistenti nella città, incluso il  Círculo de Recreo y Sport. Il 28 ottobre 1925 il re Alfonso XIII le concesse il titolo di "Real" e quindi prese il nome di Real Stadium Avilesino.
Il Real Stadium Avilesino arrivò a disputare il campionato di Segunda División spagnola nella stagione 1934-1935.
Il 31 dicembre 1940 cambiò di nuovo nome passando a denominarsi Real Avilés Club de Fútbol.
Per adattarsi alla proibizione riguardo ai nomi stranieri, imposti dalla Real Federación Española de Fútbol, e dopo la fusione con il Club Deportivo Ensidesa, altra squadra di Avilés, fondata nel 1956 e sostenuta dal 1965 dalle acciaierie Ensidesa, il 1º luglio 1983 passò a chiamarsi Real Avilés Industrial Club de Fútbol
Nel 2010 vi fu un nuovo cambio di denominazione, nell'attuale Real Avilés.

## Palmarès

### Competizioni nazionali
- Segunda División B: 1

1989-1990
- Tercera División: 6

1932-1933, 1944-1945, 1951-1952, 1964-1965, 1966-1967, 1967-1968
- Copa Federación de España: 1

2002-2003

### Altri piazzamenti
- Segunda División:

Terzo posto: 1952-1953 (gruppo I)
- Segunda División B:

Secondo posto: 1987-1988 (gruppo I), 1995-1996 (gruppo II)
Terzo posto: 2013-2014 (gruppo I)
- Tercera División:

Secondo posto: 1929-1930, 1949-1950, 1955-1956, 1960-1961, 1961-1962, 1963-1964, 1965-1966, 1978-1979, 1979-1980, 1986-1987, 2001-2002, 2011-2012, 2016-2017
Terzo posto: 1931-1932, 1943-1944, 1962-1963, 1968-1969, 1985-1986, 2015-2016
- Segunda Federación:

Secondo posto: 2022-2023 (gruppo 1)
Terzo posto: 2024-2025 (gruppo 1)